# Odonturoides plasoni
Odonturoides plasoni är en insektsart som först beskrevs av Viktor von Ebner-Rofenstein 1915.  Odonturoides plasoni ingår i släktet Odonturoides och familjen vårtbitare. Inga underarter finns listade i Catalogue of Life.